# エアホッケー

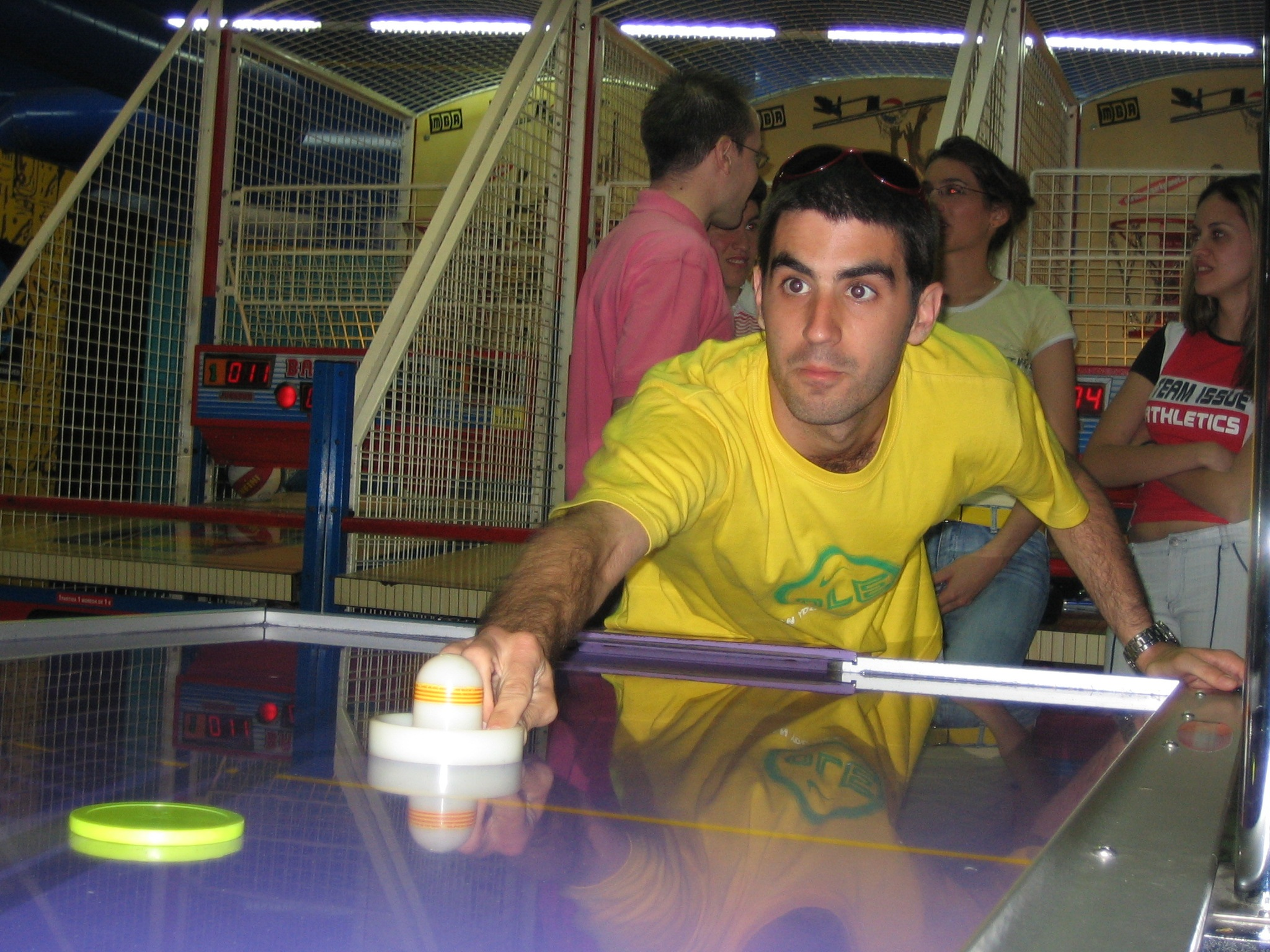
エアホッケー

エアホッケー（英: air hockey）は、マレット、もしくはスマッシャーと呼ばれる器具を用い、盤上でプラスチックの円盤（パック）を打ち合い、相手ゴールに入れて得点を競う遊戯。

## 概要
ゲームセンターやボウリング場などの遊技場に置かれることが多い。アーケードゲーム機の一種であり、規定額の硬貨を投入することでプレイを始めることができるものがほとんどである。パックの配給やスコアカウントなども自動で行われるものが大半を占める（家庭用を除く）。
盤上の多数の小さな穴から噴き出す空気の力でパックを浮き上がらせる（ホバークラフトの要領）ことからその名がついた。本体は卓球台によく似ているが、外枠で囲まれており、外枠に当たったパックは反射する。
近年ではパックが反射する際に効果音が（実際の衝突音に加えて）出るものや、複数のパックが同時に飛び出すものなどが登場している。

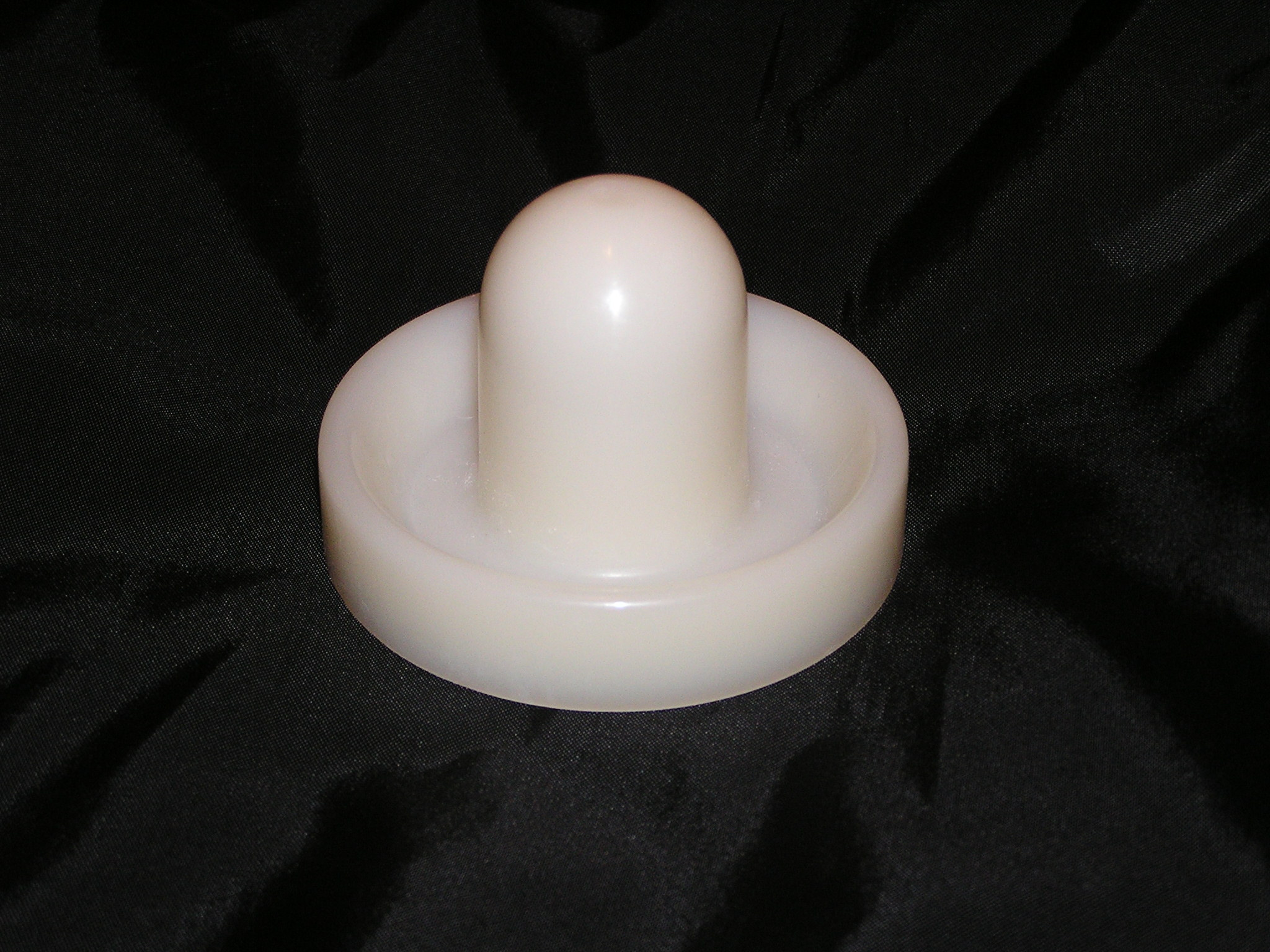
マレット
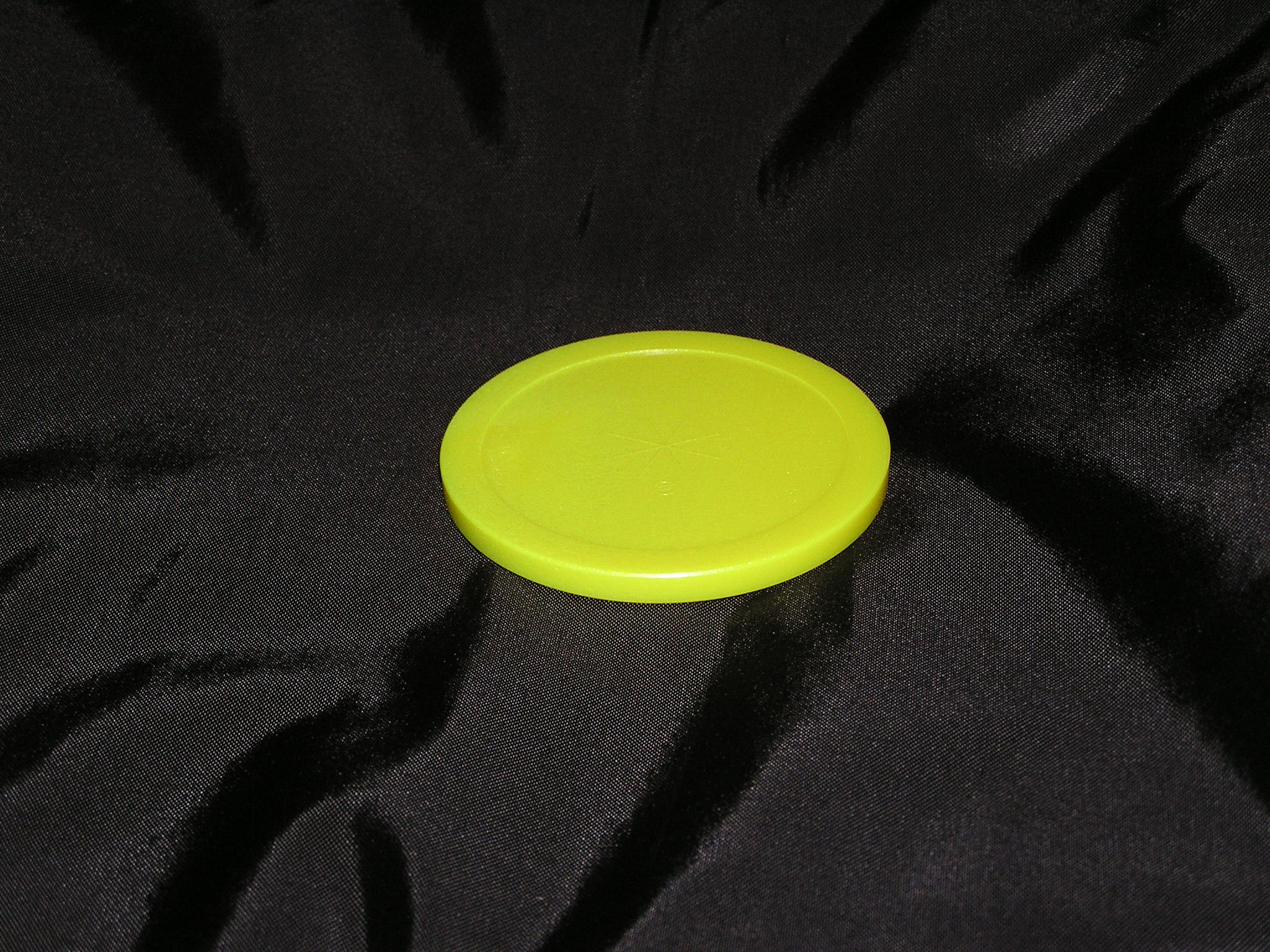
パック
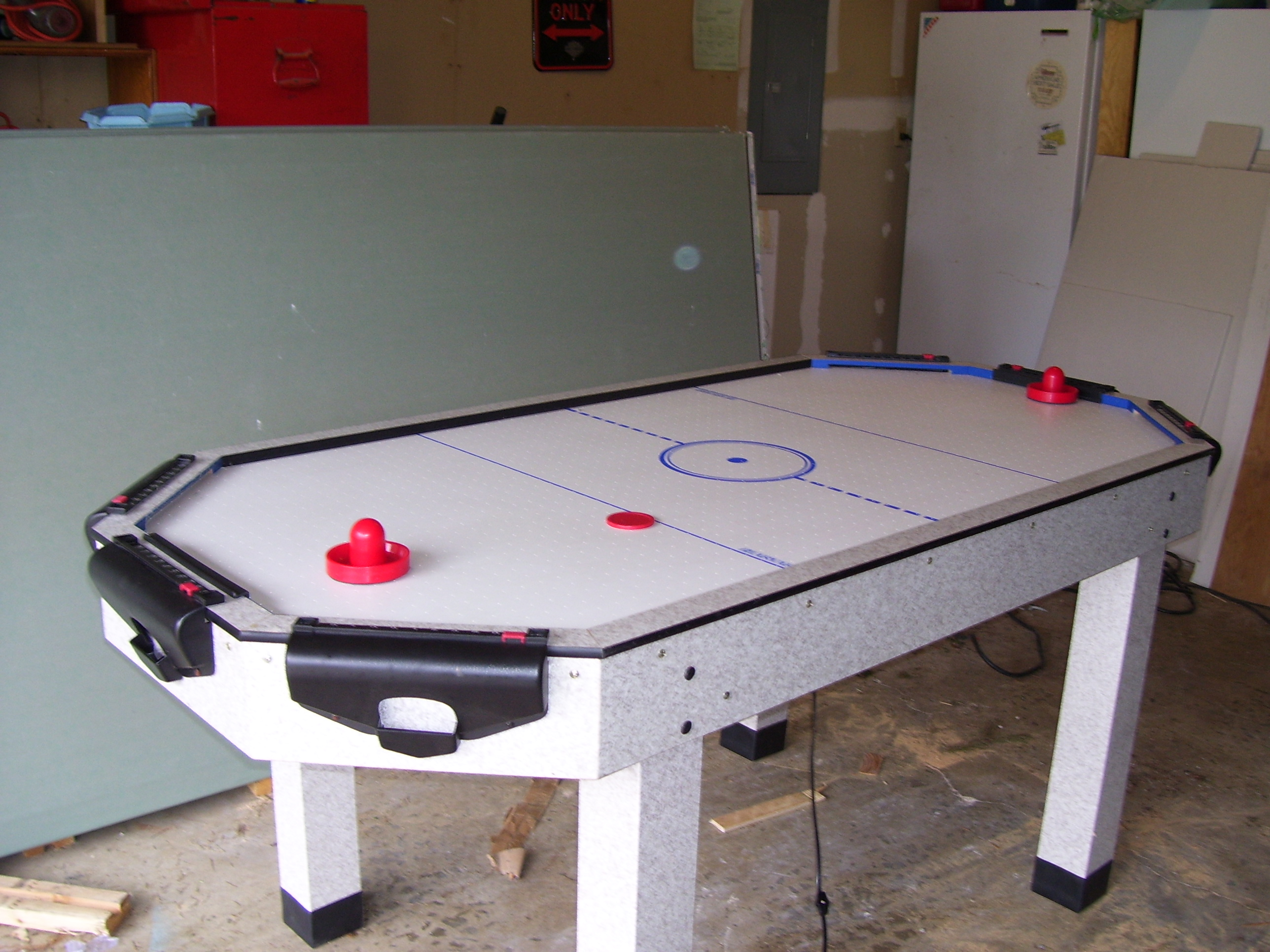
テーブル

## ルール
名前の通りホッケーをモチーフとしている（盤面をパックが滑る様子はアイスホッケーに近い）。通常は一対一、もしくはダブルスでひとつのパックを打ち合う。
台は長辺方向中央から自陣と相手陣の2つに分けられている。台の両端（実際のアイスホッケーのように少し前方に設置されている場合もある）にはゴールとなる穴が開いており、相手側のゴールにパックが入ると自軍の得点となる。自陣の中にあるパックしか打ってはいけない。また、マレット以外の素手などでパックに触れてはいけない。
どちらかが一定の点数を奪取する、または設定された時間が経過するとゲーム終了となる。

## 歴史
世界的ビリヤードのトップメーカー、ボウリング場経営などで有名なブランズウィック（Brunswick）社のボブ・ルミューらの手によって、1972年に発明したものが起源とされている。日本では遊戯としての性質が強いが、アメリカ合衆国では1978年にアメリカエアーホッケー協会（USAA）が設立されるなど、ひとつのスポーツジャンルとして確立されており、世界大会も行われている。